# Corethrella whitmani
Corethrella whitmani är en tvåvingeart som beskrevs av Lane 1942. Corethrella whitmani ingår i släktet Corethrella och familjen Corethrellidae. Inga underarter finns listade i Catalogue of Life.